# Père de la Grandeur

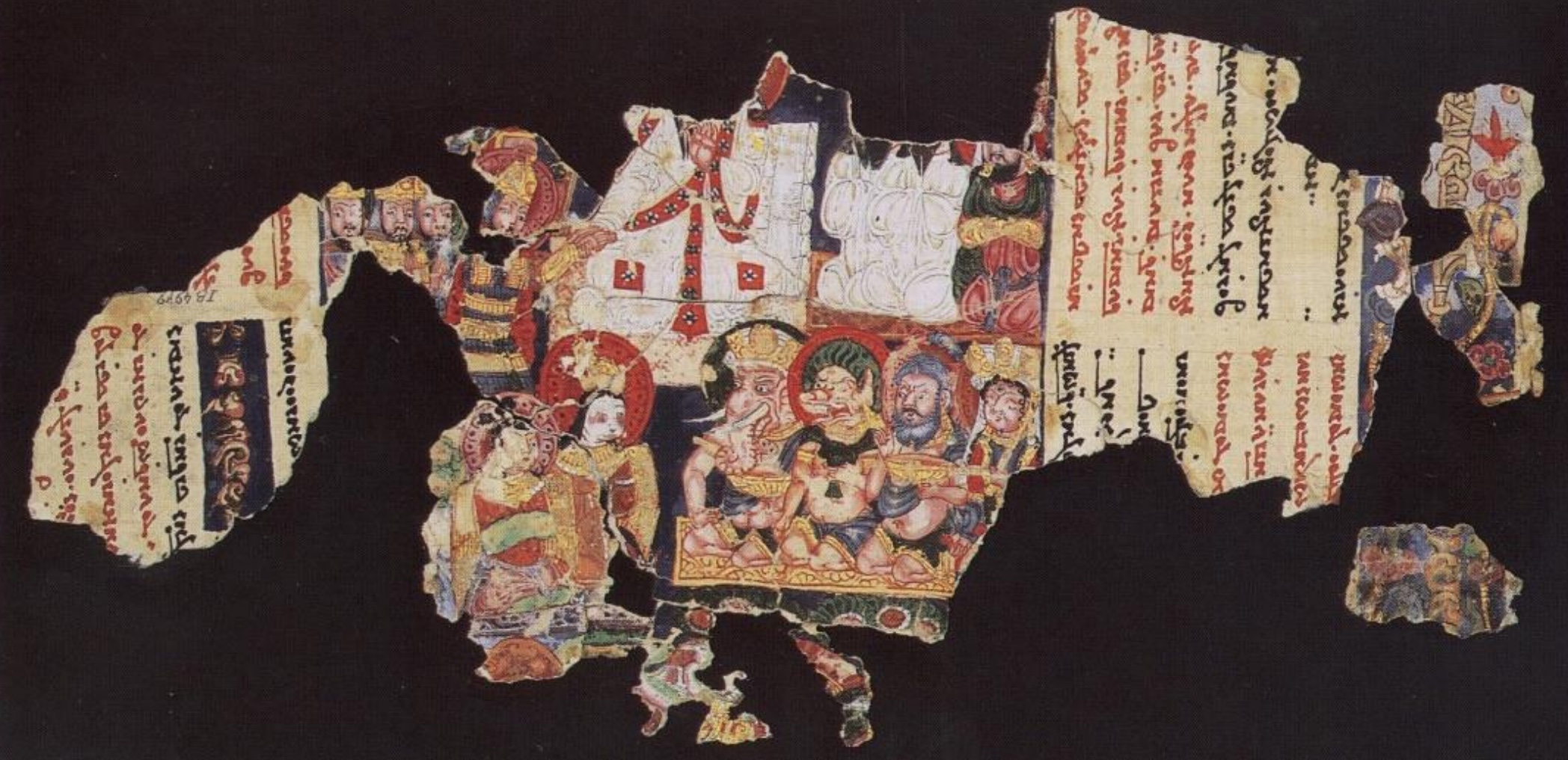
Sous l'influence de l'Asie centrale, le « quadruple Père de la Grandeur » a été divisé en divinités hindoues, de gauche à droite : Ganesh, Vishnou, Brahmā et Shiva. Feuille d'un manuscrit enluminé manichéen (MIK III 4979) découvert à Qara-hoja,.

Le Père de la Grandeur (romanisation du syriaque-araméen : Aba d Rabbuta ; également connu sous le nom de bay Zarwān ou Zurwān) est l'éternelle manifestation divine du Bien, préexistant au cosmos, dans le manichéisme. C'est une divinité à l'essence quadruple, englobant la divinité, la lumière, le pouvoir et la bonté. Le Père de la Grandeur s'est "évoqué", s'est-à-dire créé, lui-même à partir de la Mère de la Vie (appelée en syriaque emmā d ḥayyē).
Quand le Roi des Ténèbres a chargé à envahir le Royaume de Lumière, les contre-attaques du Père de la Grandeur ont mené à la création du monde. Son trône est entouré d'au moins 156 entités pacifiques : 12 éons, éons d'éons et anges,. Le prophète Mani, fondateur du manichéisme, a également utilisé le nom de Zurvan pour identifier le Dieu suprême.
Lorsque le Prince des Ténèbres (en) a pris d'assaut le royaume de la Lumière, le Père de la Grandeur a invoqué des entités de lumière pour repousser les envahisseurs. Selon Mani, le Père de la Grandeur a dit: "De mes mondes, ces cinq demeures-ci, je n'en enverrai pas au combat parce que c'est pour la prospérité et la paix qu'elles ont été créées par moi, mais c'est moi-même qui irai et qui la ferai, la guerre !" Ces entités envahisseuses se sont mélangées aux démons et ont donné l'existence aux êtres terrestres, de sorte que les humains portent des particules de lumière qui sont consubstantielles au Père de la Grandeur, mais ne les connaissent pas, jusqu'à ce qu'ils se réveillent de leur sommeil en se souvenant de leur origine divine. Le Père de la Grandeur répond en créant une série d'entités pour préparer un sauvetage pour les particules de lumière.

## Théodicée
Le manichéisme rejette tout ce qui est associé au mal du Père de la Grandeur. Il ne peut ni causer de souffrance ni charger. Il peut simplement défendre. Ainsi, le pouvoir du Père de la Grandeur est limité par sa propre nature. Bien qu'il ne soit pas tout-puissant, à la fin des temps, il aura rassemblé toutes les particules de lumière et le mal sera banni dans son propre royaume pour ne plus jamais se mélanger. Par conséquent, le manichéisme rejette également la représentation de Dieu dans l'Ancien Testament, qui promet la victoire sur les ennemis (Lév : 26:3-10). En conséquence, le problème du mal peut être résolu directement car Dieu est limité dans son pouvoir contre les forces au-delà du monde de la lumière et par sa propre nature.